# Zemplín, Slovacia
Zemplín este o comună slovacă, aflată în districtul Trebišov din regiunea Košice, pe malul râului Bodrog. Localitatea se află la altitudinea de 106 m deasupra n.m., se întinde pe o suprafață de 14,67 km2 și în 2017 număra 371 de locuitori.

## Istoric
Localitatea Zemplín este atestată documentar din 1261.

## Demografie
| An:                | 1994 | 2004   | 2014 | 2024   |
| ------------------ | ---- | ------ | ---- | ------ |
| Număr de persoane: | 405  | 400    | 380  | 367    |
| Diferență:         |      | −1,23% | −5%  | −3,42% |

| An:                | 2023 | 2024 |
| ------------------ | ---- | ---- |
| Număr de persoane: | 367  | 367  |
| Diferență:         |      | +0%  |